# Сугамский инцидент с брошенными детьми
Сугамский инцидент с брошенными детьми (яп. 巣鴨子供置き去り事件 сугамо кодомо окидзари дзикэн) произошёл в Японии в конце 1980-х годов. Он вызвал широкий общественный резонанс и долгое время широко обсуждался японскими СМИ. В 2004 году по мотивам этой истории был создан фильм, получивший название «Никто не узнает».

## Предыстория
Инцидент произошёл в 1988 году в Токио в районе Сугамо, расположенном в Тосиме. Участниками событий были мать, которая бросила пятерых несовершеннолетних детей, сами дети и двое друзей старшего сына. Имена детей не разглашались, в СМИ они именовались по номерам.
- № 1, старший сын, родился в 1973 году
- № 2, старшая дочь, родилась в 1981 году
- № 3, младший сын, родился в 1984, умер вскоре после своего рождения
- № 4, девочка, родилась в 1985
- № 5, младшая дочь, родилась в 1986, была убита «другом № 2»
- «Друг № 1» и «друг № 2», друзья старшего сына, мальчики

Женщина проживала в квартире в Токио вместе со всеми своими детьми, которых родила от разных отцов. Один из них, № 3, умерший вскоре после рождения, не был зарегистрирован. По некоторым сведениям, другие дети, возможно, все, также не были зарегистрированы, школу не посещал ни один из них. Осенью 1987 года, встретив новую любовь, мать назначила старшего сына главным и покинула детей, оставив им 50 000 иен на проживание.
Во время отсутствия матери квартиру посещали друзья старшего сына. В апреле 1988 года один из них разозлился на двухлетнюю младшую дочь (№ 5) и несколько раз сбросил её со шкафа, в результате чего девочка скончалась.

## Обнаружение детей и последующие действия
17 июля 1988 года, действуя по жалобе хозяина квартиры из-за неуплаты коммунальных услуг, к дверям квартиры прибыли чиновники из Сугамо. Вскрыв дверь, они обнаружили истощённых детей: 14—15-летнего мальчика (№ 1), семилетнюю девочку (№ 2) и трёхлетнюю девочку (№ 4), и тело (скелет) второго мальчика (№ 3), который умер вскоре после рождения, мать хранила его в квартире в шкафу. Дети не смогли чётко рассказать о том, что случилось. Было установлено, что они плохо питались и часто голодали. В основном они  питались продуктами из ближайшего небольшого магазина.
После широкого освещения инцидента в новостях мать детей сдалась полиции. На допросах она рассказала, что дети оставались одни на протяжении девяти месяцев, и что она не знает, где находится младшая дочь. 25 июля старший сын дал показания, что девочка была убита его «другом № 2», а также что он вместе с «другом № 1» похоронил её в зарослях на территории города Титибу. Оба друга позже были признаны виновными в убийстве несовершеннолетнего и отправлены в специальную школу.
В августе 1988 года мать была лишена родительских прав. Её осудили на три года лишения свободы с отсрочкой на четыре года.
Было установлено, что, вероятнее всего, старший сын не присутствовал в момент гибели сестры, но участвовал в захоронении тела; он был обвинён в участии в незаконном захоронении, но с учётом обстоятельств его заключили в профилактическое учреждение.
После трёх лет лишения свободы матери удалось вернуть опеку над двумя дочерьми. О местонахождении старшего сына ничего не известно.

## Фильм, основанный на событиях, описанных выше
В 2004 году был представлен фильм «Никто не узнает» режиссёра Хирокадзу Корээды. Сюжет фильма смягчён по сравнению с источником — не упоминается о младшем сыне, чей скелет мать хранила в квартире после его смерти, младшая дочь умирает не из-за увечий, а из-за случайного падения со стула, при этом детей никто не обнаруживает, и они продолжают жить без присмотра.